# بطولة أمم أوروبا لكرة السلة 1981
بطولة أمم أوروبا لكرة السلة 1981 أقيمت في تشيكوسلوفاكيا. بمشاركة 12 فريقا. فاز منتخب الاتحاد السوفيتي بالبطولة للمرة الـ 13.

## الملاعب
| هافروف      | براتيسلافا   | براغ         |
| ----------- | ------------ | ------------ |
| السعة 7 000 | السعة 10 000 | السعة 15 000 |
|             |              |              |

## المشاركون
| المجموعة الأولى                                                 | المجموعة الثانية                                                             |
| --------------------------------------------------------------- | ---------------------------------------------------------------------------- |
| - إنجلترا - فرنسا - اليونان - إسرائيل - إسبانيا - تشيكوسلوفاكيا | - ألمانيا الغربية - إيطاليا - يوغوسلافيا - بولندا - الاتحاد السوفيتي - تركيا |

## المرحلة الأولى

### المجموعة الأولى –براتيسلافا
| إسرائيل       | 82 – 74  | إنجلترا       |
| اليونان       | 70 – 95  | تشيكوسلوفاكيا |
| إسبانيا       | 102 – 93 | فرنسا         |
| اليونان       | 81 – 86  | فرنسا         |
| إسبانيا       | 89 – 81  | إسرائيل       |
| تشيكوسلوفاكيا | 71 – 62  | إنجلترا       |
| اليونان       | 62 – 64  | إنجلترا       |
| تشيكوسلوفاكيا | 72 – 69  | إسبانيا       |
| فرنسا         | 76 – 88  | إسرائيل       |
| إنجلترا       | 47 – 78  | إسبانيا       |
| فرنسا         | 47 – 78  | تشيكوسلوفاكيا |
| اليونان       | 71 – 82  | إسرائيل       |
| إسرائيل       | 85 – 86  | تشيكوسلوفاكيا |
| اليونان       | 72 – 111 | إسبانيا       |
| إنجلترا       | 66 – 78  | فرنسا         |

### المجموعة الثانية –هافروف
| ألمانيا الغربية  | 66 – 51  | تركيا            |
| الاتحاد السوفيتي | 101 – 89 | بولندا           |
| يوغوسلافيا       | 99 – 88  | إيطاليا          |
| الاتحاد السوفيتي | 86 – 54  | ألمانيا الغربية  |
| يوغوسلافيا       | 92 – 89  | بولندا           |
| إيطاليا          | 94 – 73  | تركيا            |
| يوغوسلافيا       | 112 – 68 | تركيا            |
| بولندا           | 81 – 71  | ألمانيا الغربية  |
| إيطاليا          | 67 – 97  | الاتحاد السوفيتي |
| تركيا            | 79 – 97  | الاتحاد السوفيتي |
| بولندا           | 81 – 90  | إيطاليا          |
| يوغوسلافيا       | 98 – 86  | ألمانيا الغربية  |
| ألمانيا الغربية  | 57 – 79  | إيطاليا          |
| تركيا            | 75 – 89  | بولندا           |
| يوغوسلافيا       | 88 – 108 | الاتحاد السوفيتي |

### المراكز 7–12
| اليونان         | بولندا          | 78–89  |
| إنجلترا         | ألمانيا الغربية | 58–65  |
| فرنسا           | تركيا           | 67–70  |
| تركيا           | اليونان         | 64–72  |
| بولندا          | إنجلترا         | 92–69  |
| فرنسا           | ألمانيا الغربية | 83–70  |
| ألمانيا الغربية | اليونان         | 67–71  |
| إنجلترا         | تركيا           | 60–63  |
| فرنسا           | بولندا          | 93–102 |

### المراكز 1–6
| إسرائيل          | يوغوسلافيا       | 87–102  |
| إسبانيا          | إيطاليا          | 87–86   |
| تشيكوسلوفاكيا    | الاتحاد السوفيتي | 84–110  |
| إسبانيا          | الاتحاد السوفيتي | 101–110 |
| إسرائيل          | إيطاليا          | 98–116  |
| يوغوسلافيا       | تشيكوسلوفاكيا    | 95–86   |
| الاتحاد السوفيتي | إسرائيل          | 112–84  |
| إيطاليا          | تشيكوسلوفاكيا    | 83–100  |
| إسبانيا          | يوغوسلافيا       | 72–95   |

### النهائيات
| المركز        | الفريق 1 | الفريق 2      | النتيجة |
| ------------- | -------- | ------------- | ------- |
| المركز الرابع | إسبانيا  | تشيكوسلوفاكيا | 90–101  |

| المركز       | الفريق 1         | الفريق 2   | النتيجة |
| ------------ | ---------------- | ---------- | ------- |
| المركز الأول | الاتحاد السوفيتي | يوغوسلافيا | 84–67   |

| 1981 بطل أوروبا               |
| ----------------------------- |
| · الاتحاد السوفيتي · للمرة 13 |

## الترتيب النهائي
1. الاتحاد السوفيتي
2. يوغوسلافيا
3. تشيكوسلوفاكيا
4. إسبانيا
5. إيطاليا
6. إسرائيل
7. بولندا
8. فرنسا
9. اليونان
10. ألمانيا الغربية
11. تركيا
12. إنجلترا